# Aurel Vernescu
Aurel Vernescu (ur. 23 stycznia 1939 w Bukareszcie, zm. 1 grudnia 2008 tamże) – rumuński kajakarz, trzykrotny medalista olimpijski i czterokrotny mistrz świata.

## Kariera sportowa
Zajął 6. miejsce w wyścigu sztafetowym kajaków jedynek (K-1) 4 × 500 metrów na igrzyskach olimpijskich w 1960 w Rzymie (w sztafecie rumuńskiej płynęli również Mircea Anastasescu, Ion Sideri i Stavru Teodorov). Zwyciężył w wyścigu K-1 na 500 metrów na mistrzostwach Europy w 1961 w Poznaniu. Na mistrzostwach świata w 1963 w Jajcach (które były również mistrzostwami Europy) zdobył złote medale w wyścigu K-1 na 500 metrów i w sztafecie K-1 4 × 500 metrów oraz srebrne w konkurencji K-1 na 1000 metrów i dwójek (K-2) na 500 metrów (partnerował mu Mircea Anastasescu).
Był chorążym reprezentacji Rumunii na otwarciu igrzysk olimpijskich w 1964 w Tokio (podobnie jak na dwóch kolejnych letnich igrzyskach olimpijskich). Na tych igrzyskach zdobył dwa brązowe medale: w wyścigu jedynek na 1000 metrów (wyprzedzili go Rolf Peterson ze Szwecji i Mihály Hesz z Węgier) i w wyścigu czwórek (K-4) na 1000 metrów (w osadzie rumuńskiej płynęli także Simion Cuciuc, Atanasie Sciotnic i Mihai Țurcaș). Zdobył złote medale w konkurencji K-1 na 500 metrów i 4 × 500 metrów oraz srebrne medale w dwójkach i czwórkach na dystansie 1000 metrów na mistrzostwach Europy w 1965 w rumuńskim Snagov. Zwyciężył w wyścigach K-1 i K-2 (w parze z Anastasie Sciotnicem) na 500 metrów, zdobył srebrny medal w K-2 (również ze Sciotnicem) na 1000 metrów i brązowy medal w sztafecie K-1 4 × 500 metrów na mistrzostwach świata w 1966 w Berlinie. Zdobył złote medale w K-1 na 500 metrów, K-1 4 × 500 metrów i K-2 na 1000 metrów (ze Sciotnicem) oraz srebrny medal w K-2 na 500 metrów na mistrzostwach Europy w 1967 w Duisburgu.
W parze ze Sciotnicem zajął 6. miejsce w wyścigu K-2 na 1000 metrów na igrzyskach olimpijskich w 1968 w Meksyku. Zdobył złoty medal w konkurencji K-2 na 500 metrów i srebrne medale w K-1 na 500 metrów i K-1 4 × 500 metrów na mistrzostwach Europy w 1969 w Moskwie. Na mistrzostwach świata w 1970 w Kopenhadze wywalczył srebrne medale w wyścigu K-2 na 500 metrów i sztafecie K-1 4 × 500 metrów oraz zajął 7. miejsce w wyścigu K-4 na 1000 metrów, a na kolejnych mistrzostwach świata w 1971 w Belgradzie zdobył srebrny medal w sztafecie K-1 4 × 500 metrów oraz zajął 4. miejsce w K-1 na 500 metrów i 5. miejsce w K-4 na 500 metrów.
Na swych czwartych igrzyskach olimpijskich w 1972 w Monachium zdobył srebrny medal w wyścigu czwórek na 1000 metrów (wraz z nim płynęli Mihai Zafiu, Roman Vartolomeu i Sciotnic).